# Карч Кирай
Чарлз Фредерик „Карч“ Кирай (Charles Frederick „Karch“ Kiraly; [ˈkɑrtʃ kɪˈraɪ]; фамилното име се чете Кирай на унгарски), неправилно наричан Кирали, е американски волейболист и треньор от унгарски произход.
Той е първият човек, спечелил златни олимпийски медали в класическия и в плажния волейбол. Избран е за най-добрия волейболист на XX век от Международната федерация по волейбол (FIVB).

## Биография

### Произход
Роден е в семейството на унгарски имигрант в Джаксън, щата Мичиган, САЩ на 3 ноември 1960 г. Баща му Ласло Кирай е лекар, емигрира в САЩ след унгарската революция през 1956 г. На младини е тренирал волейбол, бил е член на унгарския национален отбор за юноши през 1954 г.
Карч наследява от баща си любовта към волейбола и в дует с него още 11-годишен печели първата си победа в турнир по плажен волейбол в Калифорния.

### Университет
Карч завършва колеж в Санта Барбара (Калифорния) през 1979 г. Постъпва в Калифорнийския университет (UCLA) в Лос Анджелис по специалност „Биохимия“ и го завършва през 1983 г. В периода 1979 – 1982 г. играе за студентския отбор UCLA Bruins, като става трикратен шампион на Националната асоциация за студентски спорт (NCAA), побеждавайки в 124 от 139 мача. През 1981 и 1982 г. е избран за най-полезен играч.

### Национален отбор
От 1981 г. играе за националния отбор по волейбол на САЩ. При системата 4-2 е на поста разпределител-посрещач, а след 1983 г. при въвеждането от Дъг Бел на системата 5-1 е на поста посрещач. На олимпийския турнир в Лос Анджелис, въпреки че е най-млад в отбора, играе във всички мачове и печели първия си златен олимпийски медал. От 1985 г. е капитан на отбора на САЩ и същата година печели Световната купа по волейбол. През 1986 г. САЩ губят от СССР оспорвания финал на Игрите на добра воля в Москва, но 2 месеца по-късно взимат реванш и стават световни шампиони на първенството в Париж. През 1988 г. Карч става за втори път олимпийски шампион на игрите в Сеул и е избран за най-полезен играч на турнира. През 1986 и 1988 г. е избран за най-добър волейболист в света от FIVB.

### Спортист в Италия
След олимпиадата в Сеул Кирай прекратява участието си в националния отбор на САЩ и заедно със съотборника си Стив Тимънс
подписва договор с италианския „Равена“. За 2 години на Апенините печели шампионата и купата на Италия, Купата на шампионите, Световния клубен шампионат, Суперкупата на Европа. През 1992 г. се връща в САЩ, за да се посвети на плажния волейбол.

### Плажен волейбол
В Асоциацията на професионалните волейболисти (AVP) и на турнирите на FIVB Кирай участва до 2007 г.
През 1988 г. заедно с Пит Пауърс побеждава в неофициалния световен шампионат в Рио де Жанейро. Печели общо 148 турнира, от които 116 заедно с Кент Стийфс. През 1991 г. двамата печелят само 6 турнира, но година по-късно, когато Кирай изцяло се отдава на плажния волейбол, печелят 16 турнира, от които 13 последователни. През 1993 г. подобряват постижението си, печелейки 18 турнира. Победният им ход продължава и следващите години, за да се стигне и до най-големия им успех – златни медали от първия олимпийски турнир по плажен волейбол в Атланта 1996 г. По този начин Кирай става първия човек със златни медали в двете версии на волейбола.
През 1998 г. заедно с новия си партньор Адам Джонсън печелят сребърни медали от Игрите на добра воля в Ню Йорк и за 6-и път (1990, 1992 – 1995, 1998) е избран за най-полезен играч от AVP. С 6-те спечелени турнира през този сезон Кирай подобрява постижението на друг именит състезател – Синджин Смит, заедно с когото започва кариерата си в AVP сериите през 1984 г. и печели първия си турнир.
През 1999 г. Кирай издава автобиографичната книга „Човек на пясъка“. В края на 2000 г. е обявен за най-добър волейболист на XX век от FIVB. Пренебрегвайки травми и възраст, продължава да участва в турнири по плажен волейбол и след 2000 г. През 2004 г. след победа в турнира в Лас Вегас (заедно с Майк Ламбърт) общата сума на спечелените средства от турнири надхвърля 3 милиона долара. През 2005 г. печели последния си турнир в Хънтингтън Бийч, а през 2007 г. на 46 години завършва спортната си кариера.

### Треньорска кариера
След 2007 г. Кирай е колежански треньор в Калифорния и коментатор на плажен волейбол за каналите ESPN и NBC. 
От 2009 г. е в треньорския щаб на женския национален отбор на САЩ, като асистент на Хю Маккъчън, а от септември 2012 г. е негов главен треньор.. 
През 2014 година амрериканките стават първи на световното първенство в Италия. С това  Кирай става четвъртият човек в света спечелил злато на световно първенство в качеството си на състезател и на треньор.. 
На Олимпиадата в Рио де Женейро достига с женския отбор до бронзови медали, а на Олимпиадата в Токио американките под негово ръководство за първи път печелят златото. С това Кирай става вторият човек във волейбола, печелил злато като играч и като треньор .

## Постижения

### Волейбол
- Олимпийски шампион (1984, 1988)
- Световен шампион (1986)
- Шампион на NORCECA (1983, 1985), сребърен медалист (1981)
- Носител на Световната купа (1985)
- Сребърен медалист от Игрите на добра воля (1986)
- Шампион на Панамериканските игри (1987)
- Шампион на NCAA (1979, 1981, 1982), сребърен медалист (1980)
- Шампион на Италия (1990/91)
- Носител на Купата на Италия (1990/91)
- Победител в Световния клубен шампионат (1991)
- Носител на Купата на европейските шампиони (1991/92)
- Носител на Суперкупата на Европа (1991)
- Най-полезен играч (MVP) за световна купа (1985), на олимпийски турнир (1988), световния клубен шампионат (1991)
- Най-добър волейболист в света (1986, 1988).

### Плажен волейбол
- Олимпийски шампион (1996) и победител в 147 международни турнира
- Носител на индивидуални награди на AVP:
  - най-полезен играч (1990, 1992, 1993, 1994, 1995, 1998)
  - спортсмен на годината (1995, 1997, 1998)
  - завръщане на годината (1997)
  - най-добър в защита (2002)
  - най-добър в атака (1990, 1993, 1994)